# Cân bằng cơ học

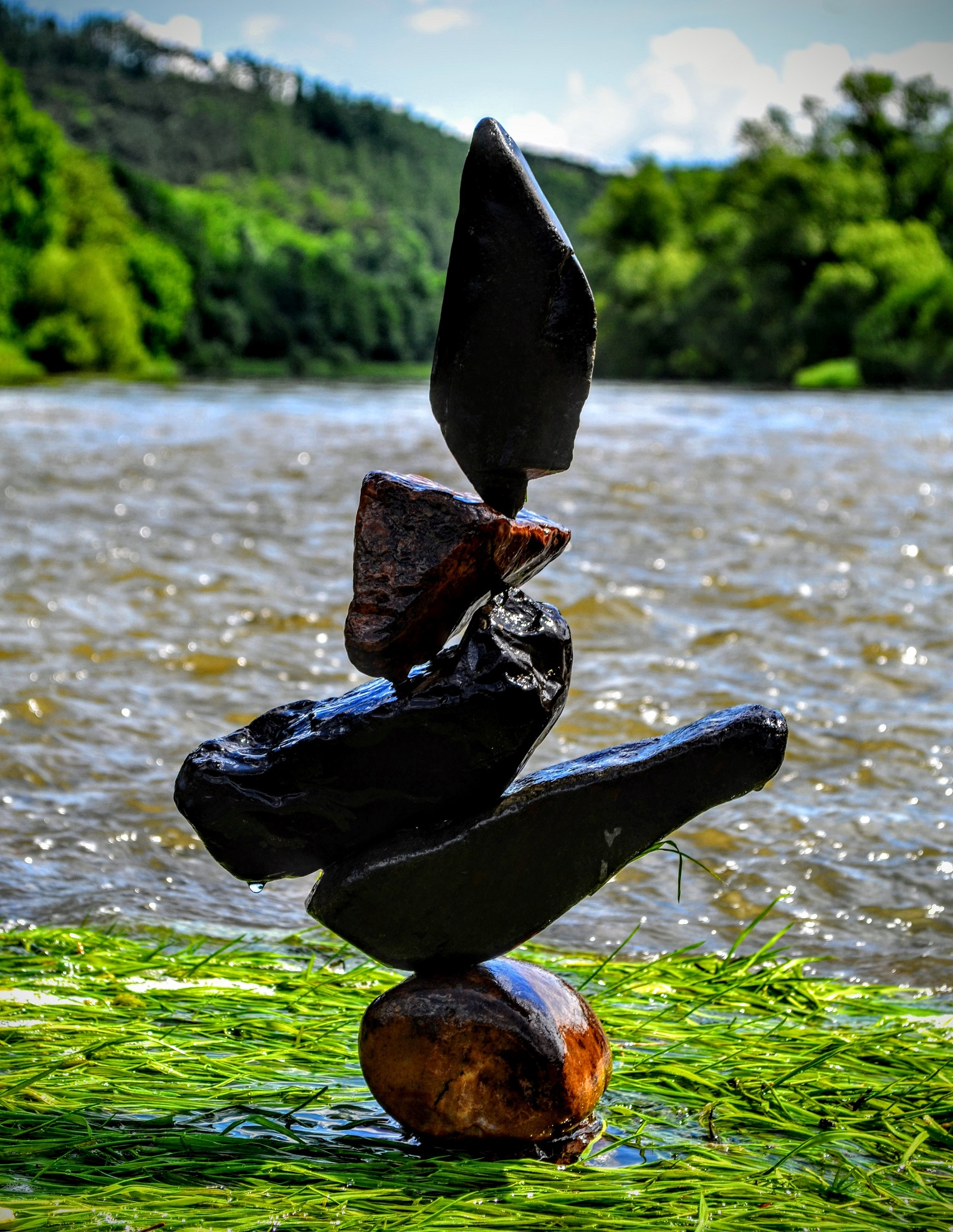
Các hòn đá cuội lởm chởm được sắp xếp theo một cách cân bằng khéo léo, tạo ra sự thăng bằng đáng kinh ngạc, người ta gọi là cân bằng đá.

Trong cơ học, trong một hệ quy chiếu, cân bằng là trạng thái đứng yên hoặc chuyển động đều của vật rắn hay một hệ thống cơ học trong hệ quy chiếu này. Môn học nghiên cứu về sự cân bằng của vật rắn hay hệ thống cơ học đôi khi được gọi là tĩnh học. Khi trạng thái là đứng yên hoàn toàn thì cân bằng còn được gọi là cân bằng tĩnh học. Các hệ thống cơ học ở trạng thái cân bằng khi tổng các lực và các mô men lực tác động lên nó bằng không.

Cân bằng không bền

Cân bằng bền. Hình ảnh của hố thế năng

Cân bằng trung tính

## Ví dụ
Ví dụ một quyển sách nằm yên trên mặt bàn đang ở trạng thái cân bằng tĩnh học, đối với người quan sát gắn với mặt bàn. Một viên bi đang lăn đều trên một mặt phẳng đang ở trạng thái cân bằng cơ học (nhưng không cân bằng tĩnh học), đối với người quan sát gắn với mặt phẳng.

## Phân loại
Trong cơ học cổ điển, khi trong hệ quy chiếu quán tính, cân bằng của vật rắn còn được gọi là cân bằng tuyệt đối.
Có hai loại cân bằng, cân bằng bền và cân bằng không bền. Cân bằng bền là trạng thái mà khi vật rắn bị di chuyển khỏi trạng thái này một chút thì nó lại có xu hướng trở về trạng thái cân bằng cũ. Cân bằng không bền là trạng thái mà khi vật rắn bị di chuyển khỏi trạng thái này một chút thì nó sẽ có xu hướng tiếp tục rời bỏ trạng thái cân bằng cũ.
Các vật rắn hay các hệ thống cơ học nằm trong trạng thái cân bằng bền thường có thể mô tả là nằm trong một "hố thế năng". Hình dạng của hố thế năng tại gần trạng thái cân bằng bền có thể xấp xỉ bậc hai là hình parabol, và dao động nhỏ của vật rắn hay hệ cơ học quanh trạng thái cân bằng bền có thể xấp xỉ là dao động điều hoà.